# Gpl-violations.org
gpl-violations.org ist ein im Jahr 2004 von Harald Welte gegründetes Projekt. Er will damit die Aufmerksamkeit der Öffentlichkeit auf Verstöße gegen die GNU General Public License (GPL) und den Missbrauch von freier Software aufmerksam machen. Auf diese Weise sollen Urheberrechtsverletzer unter Druck gesetzt werden, sich an geltendes Recht zu halten. Benutzern, die Verstöße bemerken, wird die Möglichkeit gegeben, diese via E-Mail zu melden. Das Projekt hilft daraufhin, entsprechende Schritte in die Wege zu leiten.
Ebenso wichtig ist jedoch auch ihr Angebot, Informationen zu stellen, wie man GPL-lizenzierten Code in kommerziellen Anwendungen benutzen kann und sich dabei an die GPL halten kann.
Das Projekt hat sowohl gerichtliche als auch außergerichtliche Erfolge erzielt, darunter auch mehrere in Deutschland. Es bekam 2005 Recht vor einem Münchner Gericht, als es gegen das Unternehmen Fortinet vorging, nachdem dieses für sein FortiOS Code aus dem Linux-Kernel nutzte, ohne dabei die Anforderungen der GPL zu erfüllen. Am 6. September 2006 unterlag D-Link gpl-violations.org, womit die Gültigkeit der GPL vor dem deutschen Recht bestätigt wurde.
In einem Verfahren gegen die Firma Skype, die ein Telefon ohne ausreichende Hinweise auf die GPL verkauft hatte, wurde der Anspruch darauf auch im Berufungsverfahren im Mai 2008 bestätigt.